# Bethlehemskirche (Berlin-Mitte)

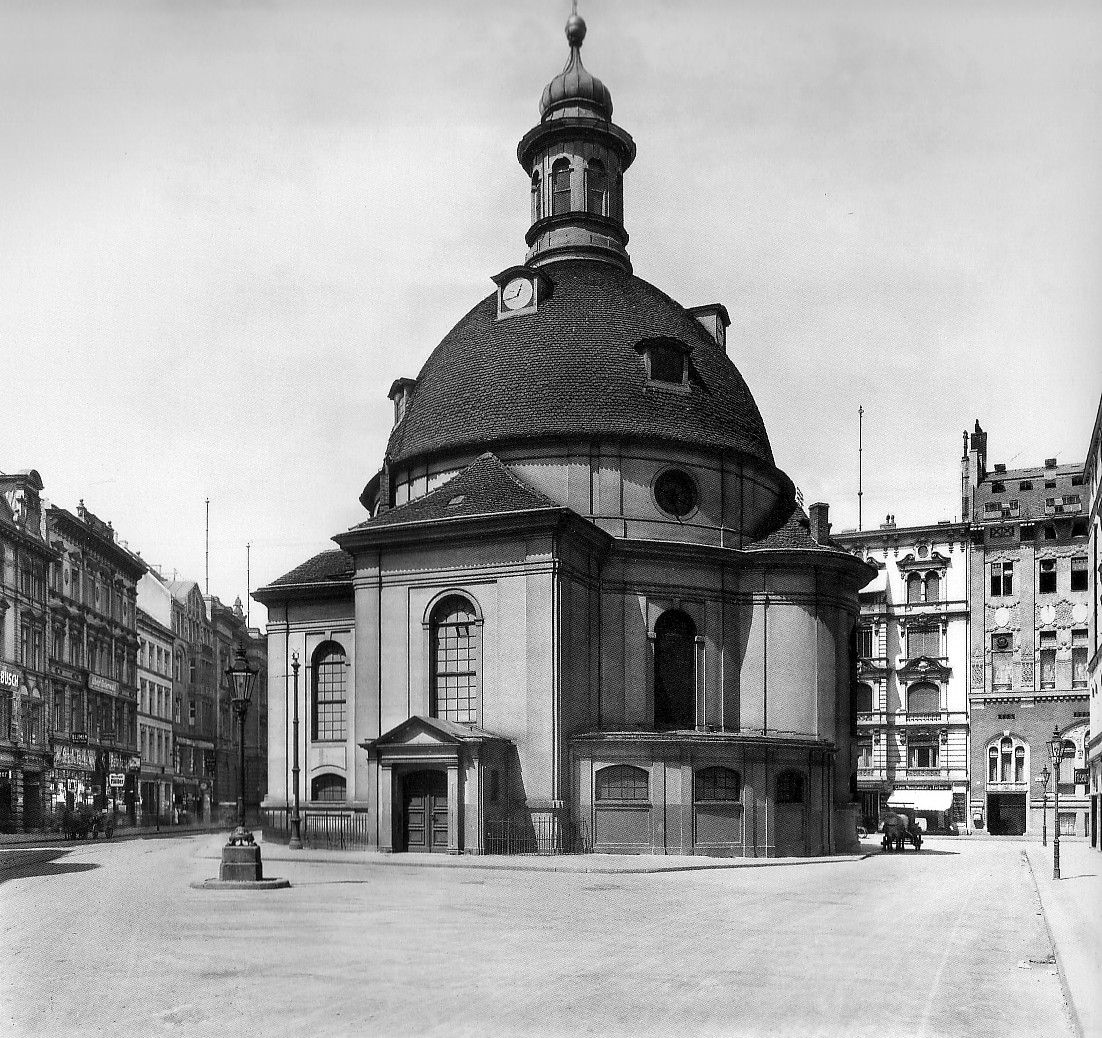
Bethlehemskirche, von Süden, 1910

Die Bethlehemskirche (auch: Böhmische Kirche) war eine lutherische und reformierte Simultankirche in der Friedrichstadt im Berliner Bezirk Mitte. Die 1737 fertiggestellte Kirche wurde für böhmische protestantische Exulanten erbaut. Diese bildeten ab 1747 drei getrennte Kirchengemeinden, von denen zwei gemeinsam Eigentümerinnen der Kirche waren. Die Bethlehemskirche wurde im Zweiten Weltkrieg 1943 bei einem alliierten Luftangriff schwer beschädigt und später abgerissen.

## Bau
Das Kirchengebäude wurde 1735 bis 1737 nach Plänen und unter Leitung von Friedrich Wilhelm Diterichs durch Maurermeister Christian August Naumann und Zimmermeister Johann Andreas Büring erbaut. Sie wurde am 12. Mai 1737 eingeweiht. Bei der Bethlehemskirche handelte es sich um eine Rundkirche mit 15,70 Metern Durchmesser und 36,40 Metern Höhe.
Der Bau bot Sitzgelegenheiten für 600 Kirchgänger. Die steile Holzkuppel hatte rundum acht Gauben mit Fenstern, je vier oberhalb der Kreuzarme mit Uhren und vier niedrigere zwischen den Kreuzarmen. Die Kuppel bekrönte eine Laterne.

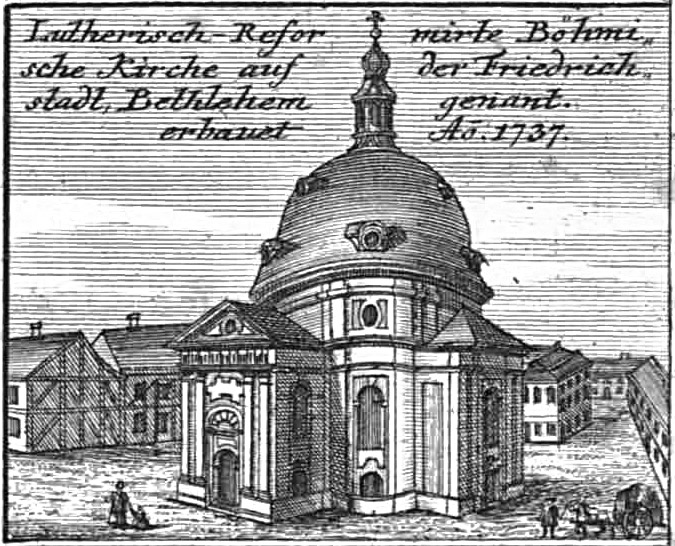
Kirche mit Giebel am Westarm und Walmdach am Südarm
Kupferstich von Johann David Schleuen, 1757

Der westliche Kreuzarm wurde durch Pilaster und Giebel als Hauptfront hervorgehoben. Die anderen Kreuzarme hatten Walmdächer. Die Kirche hatte zudem Zugänge im Süden und Norden. Der östliche Kreuzarm war anders als die übrigen drei halbkreisförmig und barg die Altarnische. Der Kirchenbau ist typisch für die damalige Zeit und war gewissermaßen eine verkleinerte Ausgabe der zeitgleich in unmittelbarer Nähe ebenfalls in der Mauerstraße gebauten Dreifaltigkeitskirche. Die beiden Kirchenglocken wurden auf Kosten des Königshauses gegossen. Dafür wurde eine in den 1730er Jahren geborgene Glocke des Stiftsklosters Gottes Gnade bei Calbe eingeschmolzen, welches seit dem Dreißigjährigen Krieg eine Ruine war.
Im Jahr 1753 erhielt die Kirche eine von Johann Peter Migendt geschaffene kleine Orgel mit einem Manual, acht Registern und ohne Pedal. 1854 wurde sie ersetzt durch eine neue Orgel von Hermann Teschner mit zwei Manualen, Pedal und 17 Registern. Gehäuse und Werk der alten Orgel wurden jedoch aufbewahrt. Während der Kirchenrenovierung 1912 wurden die Orgelteile wiederentdeckt. Die Firma W. Sauer stellte 1913 in das restaurierte Gehäuse der Migendt-Orgel ein neues, zweimanualiges Werk mit 22 Registern.
Der lutherische Prediger Gustav Knak ließ in der Kuppel Bildnisse der vier Evangelisten anbringen, was die reformierte Gemeinde als Verletzung des Bilderverbots kritisierte. Bei der Renovierung 1883 wurden im Chor Buntglasfenster mit Darstellungen der Anbetung der Hirten an der Krippe zu Bethlehem und der Anbetung der Weisen aus dem Morgenlande eingebaut. Die Glasfenster schuf der Glasmaler Otto Linnemann.

## Geschichte
Der Name des Kirchengebäudes geht auf die Bethlehemskapelle in Prag zurück, die als Predigtstätte Johannes Hus’ für die Böhmischen Brüder eine wichtige Rolle spielt. Die böhmischen Exulanten in Berlin bezogen sich in ihren protestantischen Traditionen auf die Brüder. Die Bethlehemskirche wurde für die böhmischen Exulanten errichtet, die ab 1732 unter König Friedrich Wilhelm I. aufgenommen wurden. Dabei handelte es sich überwiegend um Weber und Spinner, die in der Erweiterung der Berliner Friedrichstadt siedelten. Ihre religiöse Zugehörigkeit unterschied sich geringfügig in evangelisch-lutherisch-böhmische und evangelisch-reformierte böhmische Gemeinde, die allerdings das gleiche Kirchengebäude nutzten.

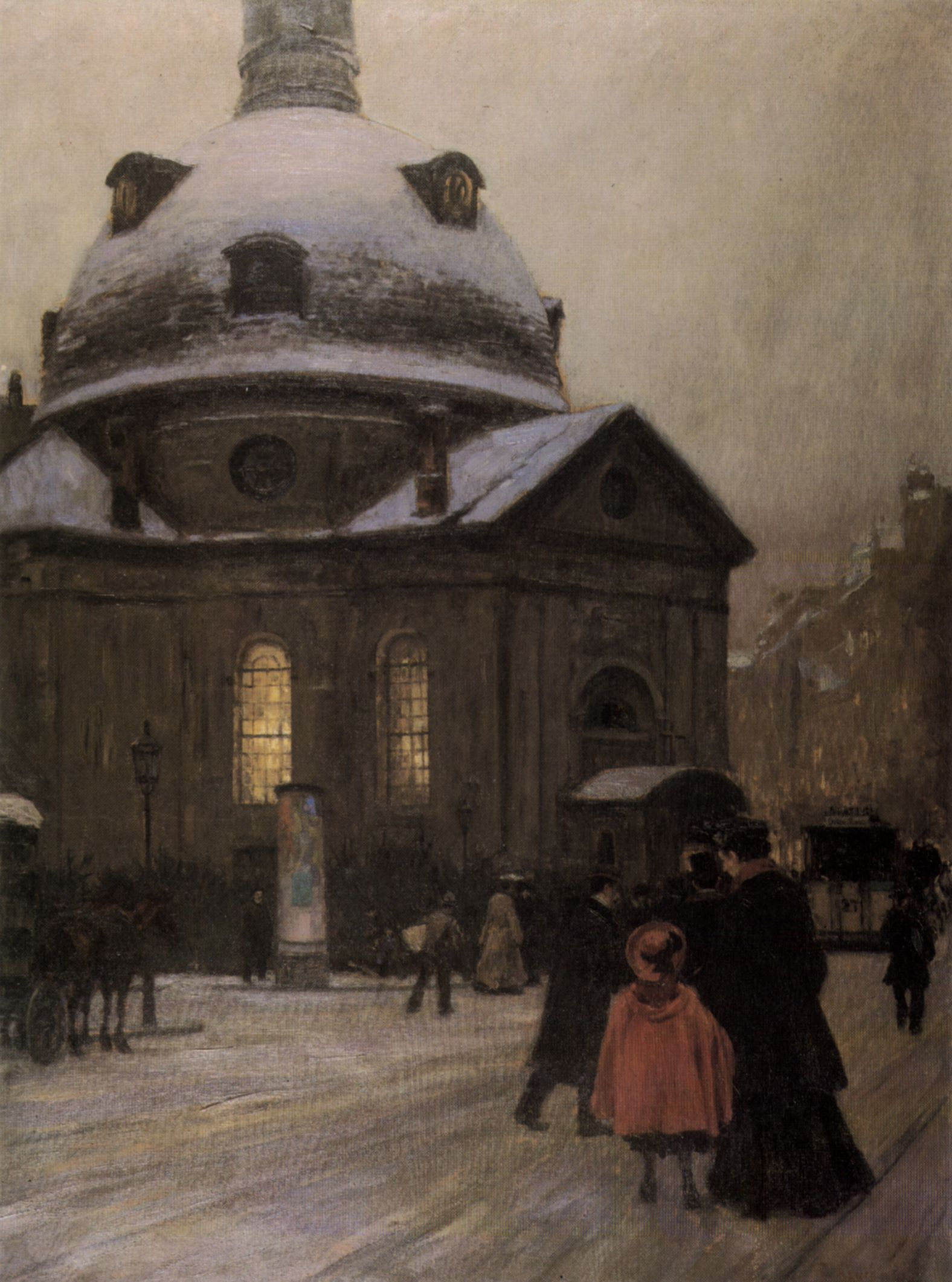
Böhmische Kirche am Heiligen Abend
Gemälde von Franz Skarbina, um 1903

Predigtsprache war zunächst Tschechisch, die ersten drei lutherischen Prediger waren alle böhmischer Abkunft. Erste Predigten auf Deutsch wurden ab 1750 jeweils morgens gehalten. Der dritte lutherische Prediger Andreas Macher missfiel vielen eher reformiert orientierten Gemeindegliedern, sodass diese im Juni 1746 beim König darum einkamen – wie bei Aufnahme königlich zugesichert – ihre Prediger selbst benennen zu dürfen. Friedrich II. bestätigte diese Zusicherung seines Vaters im Januar 1747. Nach einer amtlichen Befragung unter den Mitgliedern (Familienvorständen) im März 1747 spalteten sich die Exulanten in drei Kirchengemeinden, eine der Herrnhuter Brüdergemeine, eine böhmisch-lutherische und eine böhmisch-reformierte.
Friedrich II. ordnete daraufhin an, dass die beiden letzteren die Bethlehemskirche und das Gemeindehaus in der Wilhelmstraße 29 fortan gemeinsam nutzen und besitzen. Die böhmischen Anhänger der Brüdergemeine richteten 1751 einen eigenen Betsaal in einem Haus in der Wilhelmstraße 136 ein (später zu Kreuzberg). 1857 erbauten sie einen neuen Kirchsaal im Hof der Nr. 138, der 1944 zerstört, aber 1948 durch eine Notkirche an gleicher Stelle ersetzt wurde.
Die evangelisch-reformierte böhmische Gemeinde unterstand zunächst dem Reformierten Kirchendirektorium Preußen (1713–1808), die lutherische dem Lutherischen Oberkonsistorium Preußen (1750–1808). Nach Auflösung beider Kirchenverwaltungen 1808 und Übernahme der Kirchensachen durch die neue Kultusabteilung im Preußischen Innenministerium folgte 1817 die Gründung der unierten Evangelischen Kirche in den Königlich-Preußischen Landen, der sich beide Gemeinden der Bethlehemskirche anschlossen.
Der reformierte Prediger Benjamin David Elsner hatte 1829 seine Pflichten dem lutherischen Prediger Johannes Evangelista Goßner übertragen. Dies stieß auf Widerspruch des böhmisch-reformierten Presbyteriums, das sich auf die Zusicherung Friedrich Wilhelms I. berief. Nach Elsners Tod 1831 bestritt das Königliche Konsistorium Brandenburgs zu Berlin der reformierten Gemeinde die Neubesetzung ihrer Predigerstelle in eigener Regie. Der Protest der Presbyter wurde mit Arrest der Unterzeichneten geahndet. Hintergrund war auch der Versuch, die reformierte Gemeinde zur Union mit der lutherischen Gemeinde zu drängen. Gustav Knak berichtete, dass alle Unionsversuche am Ende nicht fruchteten. Beide Gemeinden bewahrten ihre konfessionelle Eigenständigkeit als zwei Personalgemeinden, zuletzt in der Evangelischen Kirche Berlin-Brandenburg-schlesische Oberlausitz, die lutherische, reformierte und unierte Kirchengemeinden umfasst.
Beide Kirchengemeinden unterhielten gemeinsam den Böhmischen Friedhof vor dem Halleschen Tor. Die böhmisch-reformierte Gemeinde unterhält seit 1751 eine zweite Predigtstätte in Böhmisch-Rixdorf in der Richardstraße 97, die 1835 durch einen Neubau an gleicher Stelle ersetzt wurde. Dort ist die böhmisch-reformierte Gemeinde auch am Böhmischen Gottesacker Rixdorf beteiligt. Die böhmischen Lutheraner in Rixdorf bildeten dagegen eine eigene Kirchengemeinde und erwarben 1884 die alte Dorfkirche Rixdorf, die seit 1912 ebenfalls den Namen Bethlehemskirche trägt.
Von 1935 bis 1945 amtierte Pastor Walter Nordmann an der Bethlehemskirche für die reformierte Gemeinde, die sich nach 1933 der altpreußischen Bekennenden Kirche angeschlossen hatte. Die reformierte Gemeinde nahm die niederländische reformierte Gemeinde Berlins, zu der im Kriege viele niederländische Zwangsarbeiter stießen, auf und half bei deren Betreuung.
Otto Schulz (1875–1950), Pfarrer der lutherischen Gemeinde und in der Bethlehemskirche am Richardplatz, gehörte Mitte der 1930er Jahre der Bekennenden Kirche in Neukölln an. Als der Pfarrernotbund im Januar 1934 gegen den „Maulkorberlass“ des Reichsbischofs protestierte, war es in Neukölln nur Otto Schulz, der dafür seine Unterschrift gab.  Ob sich Pfarrer Schulz ähnlich wie Pfarrer Nordmann gegen die von den Nationalsozialisten propagierte Ausgrenzung und Abwertung von Minderheiten zur Wehr setzte und Gemeindemitglieder unterstützte, die jüdischer Herkunft waren, ist bisher nicht erforscht. Belegbar aber ist, dass im  Pfarr- und Gemeindehaus der lutherischen Gemeinde (wo auch Schulz wohnte) der Küster Gerhard Mieth zusammen mit seiner halbjüdischen Frau Helene Mieth geborene Schlesinger und ihren drei Kindern die Verfolgung überlebte. Und die Familie der jüdischen Antifaschistin und Widerstandskämpferin Eva Mamlok wohnte dort von ca. 1916 bis zur Deportation ihrer Mutter Martha Mamlok und Tante Rosa Peiser am 19. Oktober 1942 in einer Wohnung als Mieterin, obwohl der Gemeinde mit dem Gesetz über Mietverhältnisse mit Juden seit dem 30. April 1939 eine Kündigung möglich gewesen wäre.
Am 24. November 1943 wurde die Bethlehemskirche bei einem alliierten Luftangriff bis auf die Umfassungsmauern zerstört. Die Kirche wurde 1954, nach anderen Angaben 1963, gesprengt. Auch das 1891 errichtete Pfarr- und Gemeindehaus der böhmisch-reformierten Gemeinde in der Yorckstraße 4 wurde im Krieg zerstört, während der Betsaal in der Richardstraße 1943 beschädigt wurde. Das Pfarr- und Gemeindehaus der böhmisch-lutherischen Gemeinde befand sich in der Neuenburger Straße 3 und wurde nach einem Bericht des Kirchendieners August Brauer 1944 durch eine Brandbombe zerstört. Die Ruine wurde in den 1960er Jahren entrümmert und abgeräumt.
Die nach dem Mauerbau in Ost-Berlin lebenden Glieder der Brüdergemeine nutzten Räume in der Kalkscheunenstraße, die dortigen Mitglieder der böhmisch-reformierten Gemeinde schlossen sich der Köpenicker Schlosskirchengemeinde an. In West-Berlin fusionierten die beiden böhmisch-lutherischen Gemeinden, während die böhmisch-reformierte ihren Betsaal in der Richardstraße bis April 1950 wiederherstellte und bis heute nutzt. Auch die Brüdergemeinen in Kreuzberg und Neukölln fusionierten nach 1960 und errichteten 1961 bis 1962 einen neuen Betsaal in Rixdorf. So verlagerte sich das Gemeindeleben aller drei Gemeinden nach Rixdorf (Berlin-Neukölln). Die böhmisch-lutherische Gemeinde Rixdorf ist 2005 mit drei benachbarten lutherischen Gemeinden zur Evangelischen Kirchengemeinde Rixdorf verschmolzen.

## Vermächtnis

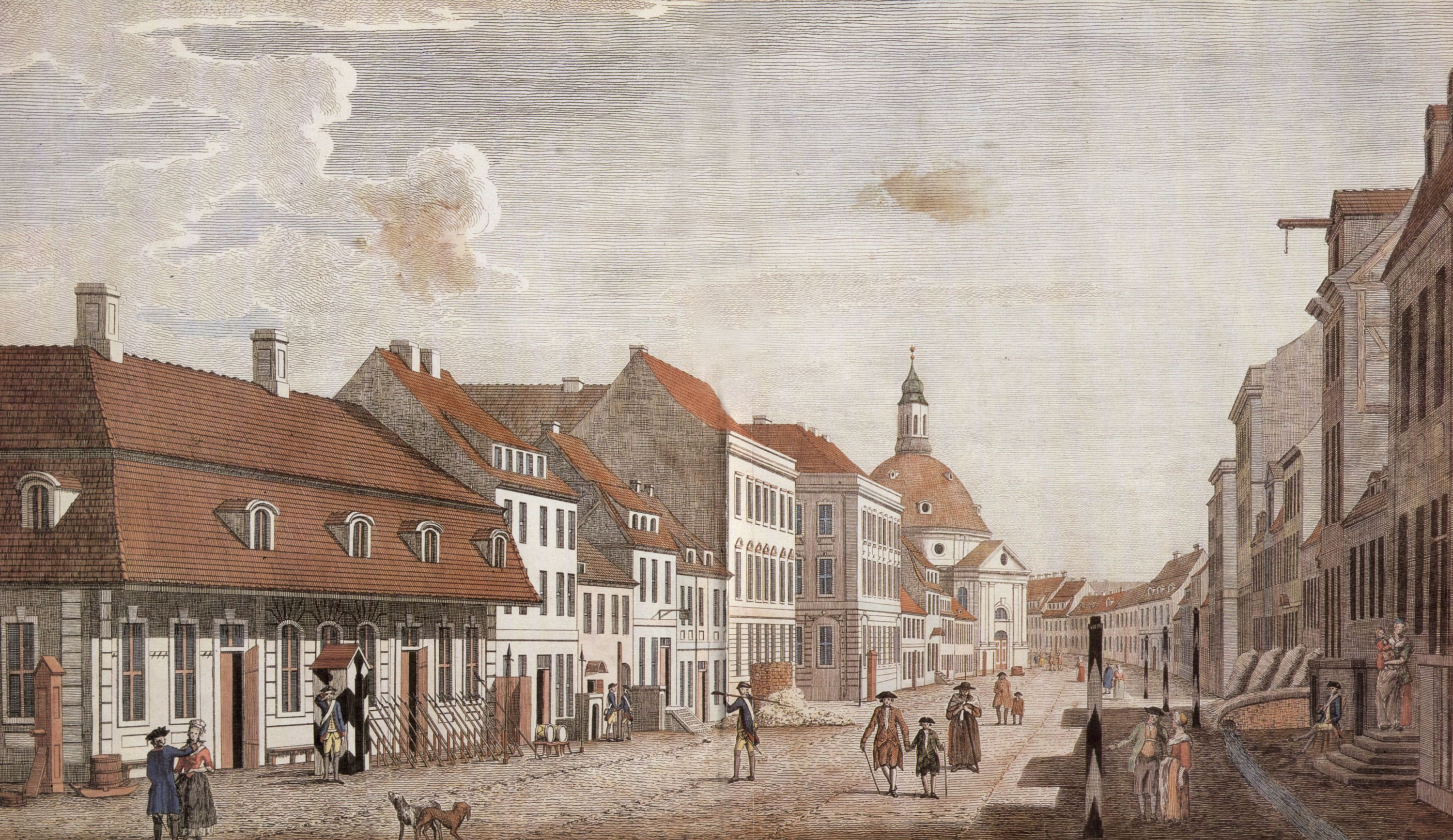
Mauerstraße um 1776, im Hintergrund die Kirche
Stich von J. G. Rosenberg

Neben den Friedhöfen und Archivalien entging die große der beiden Glocken der Zerstörung. Sie wurde nach Neukölln, dem ehemaligen Böhmisch-Rixdorf, gebracht, wo sie sich heute im Betsaal der evangelisch-reformierten Bethlehemsgemeinde (böhmisch wurde 1937 durch evangelisch ersetzt) im alten Schul- und Bethaus (Richardstraße 97) befindet.
Die Bethlehemskirche stand an der Einmündung der Krausenstraße in die Mauerstraße, ein Platz der im 18. Jahrhundert Hammelmarkt hieß. 1999 wurde die bis dahin offiziell namenlose Kreuzung in Erinnerung an die Bethlehemskirche in Bethlehemkirchplatz (ohne s!) umbenannt. Am ehemaligen Standort auf dem Bethlehemkirchplatz ist der Grundriss der Kirche im Straßenpflaster durch andersfarbige Steine angezeigt und daneben erinnert die Skulptur Houseball von Claes Oldenburg und Coosje van Bruggen an die Kirche und ihre Gemeindeglieder. Sie symbolisiert ein Bündel Hausrat. Es war eben nicht viel, was die Flüchtlinge aus Böhmen mitnehmen konnten.
Im Jahr 2012 schuf der spanische Konzeptkünstler Juan Garaizabal im Rahmen seines internationalen Projektes Memorias Urbanas (Stadterinnerungen) mit der Stahlskulptur Memoria Urbana Berlin eine Nachbildung der Kirche im maßstabstreuen metallenen Umriss als Lichtinstallation. Der Standort der Stahlkonstruktion an der Mauerstraße ist aktuell gefährdet, da privat initiierte Erinnerungsorte nach Ansicht des Bezirksamts Mitte nur temporär bestehen und verschwinden sollen. Aktuell liegt der Fall beim Berliner Verwaltungsgericht.

## Bekannte Gemeindeglieder
- Johann Theophil Elsner, erster Prediger der reformierten Kirchengemeinde
- Samuel Elsner, Kaufmann und eine der prägenden Persönlichkeiten der Berliner Erweckungsbewegung
- Johannes Evangelista Goßner, 1829–1846 Prediger der lutherischen Kirchengemeinde
- Johannes Jaenicke/Jan Jenjk, 1792–1827 Prediger der Lutheraner, letzter Pastor, der des Tschechischen mächtig war und sich dessen bediente
- Gustav Knak, 1850–1878 Prediger der Lutheraner
- Johann Liberda, erlangte bei Friedrich Wilhelm I. die Aufnahme der Exulanten, 1737–1742 Prediger der Lutheraner, unterm Altar begraben 1742
- Andreas Macher, 1742–1754 Prediger der Lutheraner
- Wilhelm Riehmer, Mitglied der reformierten Kirchengemeinde, Bauherr von Riehmers Hofgarten
- Pfarrer H. Hapke, Amtszeit 1864–1908 (reformiert)[10][25]
- Superintendent Johannes Oskar Tillich (1857–1937),[10] lutherischer Pfarrer und Vater von Paul Tillich (1886–1965)